# Love Thing
Love Thing (títol original, Liebesdings) és una pel·lícula de comèdia romàntica del 2022 dirigida per Anika Decker. S'ha doblat i subtitulat al català; també s'ha doblat al valencià per a À Punt.

## Producció
El rodatge de Love Thing va començar a finals de febrer de 2021 i va acabar a principis de maig després de 38 dies de rodatge.
El 2022, un informe va revelar que una emissora pública es va mostrar reticent a mostrar un tràiler de la pel·lícula a causa dels tampons de gran mida.